# Paula Malcomson
Paula Malcomson (Belfast, Irlanda del Norte; 1 de junio de 1970) es una actriz norirlandesa, que a veces aparece en los créditos como Paula Williams.

## Trayectoria
Tras una serie de pequeños papeles en la década de 1990, sus primeras interpretaciones importantes llegaron en 1998, en The Green Mile, y en 2001, en A.I. Artificial Intelligence. Desempeñó el papel de Trixie en la serie de HBO Deadwood y el de Colleen en Lost, de ABC. Interpretó a Amanda Graystone en Caprica, el spin-off de Battlestar Galactica, así como a Maureen Ashby en la serie Sons of Anarchy. En marzo de 2011, Malcomson apareció como invitada en un episodio de Fringe. Interpretó el papel de la señora Everdeen en la adaptación cinematográfica de Los juegos del hambre. Interpreta el papel de Abby Donovan (esposa de Ray -Liev Schreiber) en la serie Ray Donovan.

## Filmografía
| Año       | Título                                   | Papel                 | Notas          |
| --------- | ---------------------------------------- | --------------------- | -------------- |
| 1993      | Tombstone                                | Allie Earp            | Película de TV |
| 1996      | Dunston Checks In                        | Botones #4            | Película de TV |
| 1998      | Trance                                   | Camarera              | Película de TV |
| 1998      | The Rocking Horse Winner                 | Madre de Jesse        | Cortometraje   |
| 1999      | Profiler                                 | Jean Stanley          | 1 episodio     |
| 1999      | The Auteur Theory                        | Siobhan Meehan        | Película de TV |
| 1999      | The Green Mile                           | Marjorie Detterick    | Película de TV |
| 2000      | Hamlet                                   | Marcella              | Película       |
| 2000      | The Practice                             | Suzie Greene          | 1 episodio     |
| 2000      | Strong Medicine                          | Trish                 | 1 episodio     |
| 2000      | Baby                                     | Julia                 | Película de TV |
| 2001      | A.I. Artificial Intelligence             | Patricia              | Película       |
| 2001      | UC: Undercover                           | Sasha                 | 1 episodio     |
| 2002      | Providence                               |                       | 1 episodio     |
| 2002      | Star Trek: Enterprise                    | Madeline Reen         | 1 episodio     |
| 2003      | NYPD Blue                                | Carla Whitford        | 1 episodio     |
| 2003      | Six Feet Under                           | Mujer en el bar       | 1 episodio     |
| 2003      | Quintessence                             | Ruth                  | Cortometraje   |
| 2003      | June & Orlando                           | June                  | Película de TV |
| 2004-2006 | Deadwood                                 | Trixie                | 36 episodios   |
| 2006      | Lost                                     | Colleen Pickett       | 2 episodios    |
| 2006-2007 | ER                                       | Meg Riley             | 8 episodios    |
| 2007      | Cold Case                                | Marlene Bradford      | 1 episodio     |
| 2007      | The Death Strip                          | Helene                | Cortometraje   |
| 2007      | Nonplussed                               | Jenn                  | Cortometraje   |
| 2007      | John from Cincinnati                     | Jerri                 | 5 episodios    |
| 2007      | Criminal Minds                           | Beth Jacobs           | 1 episodio     |
| 2008      | A Woman in the West                      | Marion Faber          | Cortometraje   |
| 2008      | Law & Order: Special Victims Unit        | Susan Ross            | 1 episodio     |
| 2009      | Morning After                            | Kat McKinley          | Cortometraje   |
| 2009      | CSI: Crime Scene Investigation           | Amanda / Emma         | 1 episodio     |
| 2009-2010 | Caprica                                  | Amanda Graystone      | 18 episodios   |
| 2010      | The Event                                | Madeline Jackson      | 3 episodios    |
| 2010      | Sons of Anarchy                          | Maureen Ashby         | 10 episodios   |
| 2011      | Lie to Me                                | Madre de Lightman     | 1 episodio     |
| 2011      | Private Practice                         | Hillary               | 1 episodio     |
| 2011      | Fringe                                   | Dana Gray             | 1 episodio     |
| 2011      | Law & Order: LA                          | Jill Jennings         | 1 episodio     |
| 2012      | Los juegos del hambre                    | Mrs. Asterid Everdeen | Película       |
| 2013-2020 | Ray Donovan (Abby Donovan)               | Mrs. Asterid Everdeen | Serie          |
| 2013      | Los juegos del hambre: en llamas         | Mrs. Asterid Everdeen | Película       |
| 2014      | Los juegos del hambre: sinsajo - Parte 1 | Mrs. Asterid Everdeen | Película       |
| 2015      | Los juegos del hambre: sinsajo - Parte 2 | Película              |                |
| 2018      | We Have Always Lived in the Castle       | Helen Clarke          | Película       |